# Malcanów (Mazovie)
Pour les articles homonymes, voir Malcanów.
Malcanów (prononciation : [malˈt͡sanuf]) est un village polonais de la gmina de Wiązowna dans le powiat d'Otwock de la voïvodie de Mazovie dans le centre-est de la Pologne.
Il se situe à environ 5 kilomètres au sud-est de Wiązowna (siège de la gmina), 9 kilomètres au nord-est d'Otwock (siège du powiat) et à 27 kilomètres à l'est de Varsovie (capitale de la Pologne).

## Histoire
De 1975 à 1998, le village appartenait administrativement à la voïvodie de Varsovie.